# Biewer terrier
Biewer terrier' är en hundras från Tyskland. Rasen började utvecklas under början av 1970-talet av paret Werner och Gertud Biewer som var uppfödare av yorkshireterrier. Deras biewer terrier var ättlingar till yorkshireterrier, av vilka några var bärare av den recessiva Piebald-genen. När Werner Biewer försökte registrera sina yorkshireterrier med vita pälsområden hos Verband für das Deutsche Hundewesen (VDH), accepterades dessa inte. Som ett resultat av detta grundades Internationaler Biewer Yorkshire Terrier Club. Biewer terrier erkändes av den amerikanska kennelklubben American Kennel Club (AKC) 2019, efter att den listats i det preliminära programmet Foundation Stock Service (FSS) sedan 2014 och 2018 erkändes rasen av Nordisk Kennel Union (NKU). År 2024 erkände även den tyska kennelklubben VDH biewer terrier som en nationell ras.